# 3911 Otomo
3911 Otomo eller 1940 QB är en asteroid i huvudbältet, som upptäcktes 31 augusti 1940 av den tyske astronomen Karl Wilhelm Reinmuth i Heidelberg. Den har fått sitt namn efter den japanske tandläkaren och amatörastronomen Satoru Otomo.
Asteroiden har en diameter på ungefär 19 kilometer och den tillhör asteroidgruppen Eos.